# Стјуартс Драфт (Вирџинија)
Стјуартс Драфт (енгл. Stuarts Draft) насељено је место без административног статуса у америчкој савезној држави Вирџинија.

## Демографија
По попису из 2010. године број становника је 9.235, што је 868 (10,4%) становника више него 2000. године.
| Група             | 2000.         | 2010.         |
| Белци             | 7.913 (94,6%) | 8.556 (92,6%) |
| Афроамериканци    | 288 (3,4%)    | 347 (3,8%)    |
| Азијати           | 17 (0,2%)     | 46 (0,5%)     |
| Хиспаноамериканци | 89 (1,1%)     | 158 (1,7%)    |
| Укупно            | 8.367         | 9.235         |